# Томилова, Раиса Ивановна
Раи́са Ива́новна Томи́лова (17 февраля 1941, Смоленская область — 6 октября 2017, Москва) — бригадир сепараторщиков объединения «Якуталмаз»; Герой Социалистического Труда (1981).

## Биография
Родилась в Смоленской области; с 1955 года жила в Белорусской ССР, где окончила школу. Не поступив в Воронежский химико-технологический институт, вернулась в Смоленск.
В апреле 1960 переехала в Мирный Якутской АССР. Работала на обогатительной фабрике № 3 по переработке алмазной руды — транспортировщицей, с 1967 года — мастером сменного цеха доводки, затем бригадиром сепараторщиков. Одновременно окончила Вилюйский энергостроительный техникум по специальности «техник-механик строительных машин и оборудования». За трудовые достижения по итогам восьмой (1966—1970) и девятой (1971—1975) пятилеток награждена орденами.
2 марта 1981 года удостоена звания Героя Социалистического Труда.
В июле 1981 году в составе советской делегации представляла алмазный сектор на монреальской промышленной выставке «Человек и природа».
В 1990-е — 2000-е годы — начальник участка доводки обогатительной фабрики № 3 Мирнинского горно-обогатительного комбината АК «Алроса». Автор 28 рационализаторских предложений.
Избиралась депутатом городского Совета, Верховного Совета Якутской АССР, делегатом XXV съезда КПСС (1976).
В 2006 году вышла на пенсию. Жила в Москве; участвовала в общественной жизни Мирнинского горно-обогатительного комбината. Умерла 6 октября 2017 года в Москве на 77-м году жизни.

### Семья
Отец — Иван Павлович Глушанков (? — ноябрь 1941, пропал без вести в боях под Ленинградом).
Мать — Анна Марковна.
Муж (в 1967—1977) — Виктор Томилов, рабочий обогатительной фабрики;
- сын[3] Томилов Виталий Викторович.

## Награды
- орден Ленина (30.3.1971)
- орден Октябрьской Революции (10.03.1976)
- медаль «Серп и Молот» Героя Социалистического Труда и орден Ленина (2.3.1981) — за выдающиеся производственные достижения, досрочное выполнение заданий десятой пятилетки и социалистических обязательств, проявленную трудовую доблесть
- Государственная премия СССР (1985) — передала в Фонд мира[3]
- медали
- орден Республики Саха (Якутия) «Полярная звезда» (17.04.2003)
- Почётный гражданин Мирнинского района[1][3].